# Wiesenthal (Türingia)
Wiesenthal település Németországban, azon belül Türingiában. Lakosainak száma 724 fő (2023. december 31.). Wiesenthal Kaltennordheim községgel határos.

## Népesség
A település népességének változása:
| Lakosok száma | 756  | 760  | 752  | 742  | 731  | 724  |
|               | 2010 | 2017 | 2019 | 2021 | 2022 | 2023 |